# This Boy
This Boy è una canzone del gruppo musicale britannico The Beatles composta da John Lennon e Paul McCartney, pubblicata in Gran Bretagna nel novembre del 1963 come lato B del singolo I Want to Hold Your Hand. Fu eseguita il 16 febbraio 1964 durante la loro seconda apparizione nella celebre trasmissione televisiva statunitense Ed Sullivan Show e inserita nel loro secondo album statunitense intitolato Meet the Beatles!, è inoltre presente nell'album The Beatles in Italy

## Descrizione

### Genesi
La composizione nasce dal desiderio di Lennon di scrivere una canzone nello stile della casa discografica americana Motown, in auge in quegli anni e specializzata nella realizzazione e distribuzione di brani soul e rhythm and blues. La fonte di ispirazione di Lennon fu, in particolar modo, il cantautore americano Smokey Robinson e la sua canzone I've Been Good to You, rassomigliante a This Boy per qualche accordo, per la melodia e per l'arrangiamento. A tal proposito, McCartney citò anche un'altra canzone presa come riferimento durante la creazione del brano: To Know Him Is to Love Him, inciso nel 1959 dai Teddy Bears di Phil Spector. Le soluzioni armoniche risentono chiaramente anche delle influenze degli Everly Brothers.

### Musica e arrangiamento
Il brano è piuttosto complesso dal punto di vista delle armonie vocali, e ciò richiese un particolare impegno da parte di Lennon, McCartney e Harrison che, coordinati dal lungo e paziente lavoro di George Martin al pianoforte dello studio, realizzarono un impasto vocale per eseguire il pezzo e questa tecnica piacque a tal punto ai Beatles che in seguito la riproposero nelle canzoni Yes It Is e Because.
Fu composta anche una versione strumentale di This Boy, orchestrata e arrangiata da George Martin, utilizzata come musica di sottofondo in una scena del film A Hard Day's Night in cui Ringo Starr passeggia lungo la riva di un fiume. La canzone fu inclusa anche nella colonna sonora del film girato dai Beatles..

### Registrazione
La registrazione del brano avvenne il 17 ottobre 1963, lo stesso giorno di I Want to Hold Your Hand. Durante la sessione di quella giornata, per la prima volta vennero utilizzate le tecniche a quattro piste, che agevolarono le registrazioni della musica e del canto. La canzone fu provata quindici volte.
Due di queste registrazioni di prova furono inserite nell'album Anthology 1 e nel retro di Free as a Bird.

## Classifiche
Come lato B di I Want to Hold Your Hand ebbe un enorme successo, mentre la versione strumentale di This Boy raggiunse la posizione nº 63 nelle Hit parade statunitensi.

## Formazione
- John Lennon - voce solista, chitarra acustica
- Paul McCartney - basso, cori
- George Harrison - chitarra, cori
- Ringo Starr - batteria